# Ukta (przystanek kolejowy)
Ukta – zlikwidowany przystanek osobowy we wsi Śwignajno Małe, w gminie Ruciane-Nida, w powiecie piskim w województwie warmińsko-mazurskim, w Polsce. Położona przy linii kolejowej z Mrągowa do Rucianego Nidy otwartej w 1898 roku. W 1945 roku linia została zamknięta i rozebrana.